# Stamnodes annellata
Stamnodes annellata är en fjärilsart som beskrevs av George Duryea Hulst 1887. Stamnodes annellata ingår i släktet Stamnodes och familjen mätare. Inga underarter finns listade i Catalogue of Life.